# Port lotniczy Gunters Hill
Port lotniczy Gunters Hill – port lotniczy zlokalizowany w miejscowości Gunters Hill, na Jamajce.